# خورخي رولاند
خورخي رولاند (بالإسبانية: Jorge Rolando)‏ هو مبارز بالسيف أوروغواياني، (ولد في مونتفيدو في الأوروغواي 1906  م).

## وصلات خارجية
- خورخي رولاند على موقع أوليمبيديا (الإنجليزية)